# Kanton Grünstadt

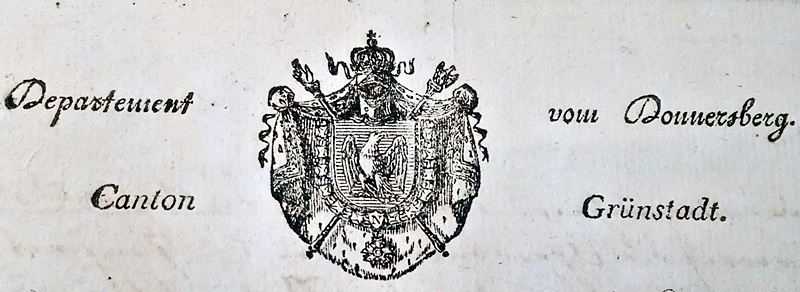
Kanton Grünstadt, Briefkopf 1812 (Museum Grünstadt)

Der Kanton Grünstadt (franz.: Canton de Grunstadt) war eine von zehn Verwaltungseinheiten, in die sich das Arrondissement Speyer (franz.: Arrondissement de Spire) im Departement Donnersberg (franz.: Département du Mont-Tonnerre) gliederte. Der Kanton war nach dem Leobener Waffenstillstand in den Jahren 1797 bis 1814 Teil der Ersten Französischen Republik (1798–1804) und des Ersten Französischen Kaiserreichs (1804–1814). Hauptort (chef-lieu) war Grünstadt.
Nachdem die Pfalz 1816 zum Königreich Bayern gekommen war, wurden die Kantone, teilweise mit geändertem Gebietsstand, zunächst beibehalten und waren Teile der Verwaltungsstruktur bis 1852.
Das Verwaltungsgebiet des Kantons Grünstadt lag vollständig im heutigen Landkreis Bad Dürkheim in Rheinland-Pfalz.

## Gemeinden und Mairies
Nach amtlichen Tabellen aus den Jahren 1798 und 1811 gehörten zum Kanton Grünstadt folgende Gemeinden, die verwaltungsmäßig Mairies zugeteilt waren (Ortsnamen in der damaligen Schreibweise); die Einwohnerzahlen (Spalte „EW 1815“) sind einer Statistik von 1815 entnommen; die Spalte „vor 1792 zugehörig“ nennt die landesherrliche Zugehörigkeit vor der französischen Inbesitznahme.
| Gemeinde                   | Mairie           | EW 1815 | vor 1792 zugehörig   | Anmerkungen                                                          |
| -------------------------- | ---------------- | ------- | -------------------- | -------------------------------------------------------------------- |
| Albsheim                   | Albsheim         | 332     | Leiningen-Westerburg | seit 1969 Ortsteil von Obrigheim (Pfalz)                             |
| Altleiningen und Höningen  | Altleiningen     | 560     | Leiningen-Westerburg | heute Altleiningen                                                   |
| Asselheim                  | Asselheim        | 779     | Leiningen-Westerburg | seit 1969 Stadtteil von Grünstadt                                    |
| Battenberg                 | Bobenheim        | 310     | Leiningen-Dagsburg   | heute Battenberg (Pfalz)                                             |
| Bissersheim                | Groskarlenbach   | 352     | Leiningen-Westerburg |                                                                      |
| Bobenheim am Berg          | Bobenheim        | 440     | Leiningen-Dagsburg   |                                                                      |
| Carlsberg                  | Carlsberg        | 2.100   | Leiningen-Westerburg |                                                                      |
| Colgenstein und Heidesheim | Colgenstein      | 310     | Leiningen-Dagsburg   | seit 1969 Ortsteil von Obrigheim (Pfalz) (Colgenstein-Heidesheim)    |
| Dirmstein                  | Dirmstein        | 1.500   | Hochstift Worms      |                                                                      |
| Ebertsheim                 | Ebertsheim       | 420     | Leiningen-Westerburg |                                                                      |
| Grosbockenheim             | Grosbockenheim   | 600     | Leiningen-Dagsburg   | seit 1956 Ortsteil von Bockenheim an der Weinstraße (Großbockenheim) |
| Groskarlenbach             | Groskarlenbach   | 998     | Kurpfalz             | heute Großkarlbach                                                   |
| Grünstadt                  | Grünstadt        | 3.150   | Leiningen-Westerburg |                                                                      |
| Hertlingshausen            | Carlsberg        | *)      | Leiningen-Westerburg | seit 1969 Ortsteil von Carlsberg                                     |
| Hettenleidelheim           | Hettenleidelheim | 560     | Hochstift Worms      |                                                                      |
| Kindernheim                | Kindernheim      | 700     | Leiningen-Dagsburg   | heute Kindenheim                                                     |
| Kirchheim an der Eck       | Kirchheim        | 924     | Leiningen-Westerburg | heute Kirchheim an der Weinstraße                                    |
| Kleinbockenheim            | Kleinbockenheim  | 546     | Leiningen-Dagsburg   | seit 1956 Ortsteil von Bockenheim an der Weinstraße                  |
| Kleinkarlenbach            | Kleinkarlenbach  | 450     | Leiningen-Dagsburg   | heute Kleinkarlbach                                                  |
| Laumersheim                | Laumersheim      | 900     | Hochstift Worms      |                                                                      |
| Mertelsheim                | Asselheim        | 331     | Leiningen-Westerburg | heute Mertesheim                                                     |
| Mühlheim                   | Albsheim         | 300     | Leiningen-Dagsburg   | seit 1969 Ortsteil von Obrigheim (Pfalz)                             |
| Neuleiningen               | Neuleiningen     | 600     | Hochstift Worms      |                                                                      |
| Obersulzen                 | Laumersheim      | 500     | Kurpfalz             | heute Obersülzen                                                     |
| Obrigheim                  | Obrigheim        | 530     | Leiningen-Westerburg | heute Obrigheim (Pfalz)                                              |
| Quirnheim                  | Quirnheim        | 430     | Merz von Quirnheim   | damals Herrschaft Bosweiler und Quirnheim                            |
| Saussenheim                | Saussenheim      | 500     | Leiningen-Westerburg | seit 1969 Stadtteil von Grünstadt (Sausenheim)                       |
| Tieffenthal                | Tieffenthal      | 380     | Leiningen-Westerburg |                                                                      |
| Wattenheim                 | Wattenheim       | 770     | Blumencron           |                                                                      |

*) Die Einwohnerzahl von Hertlingshausen ist in Carlsberg enthalten.

## Geschichte

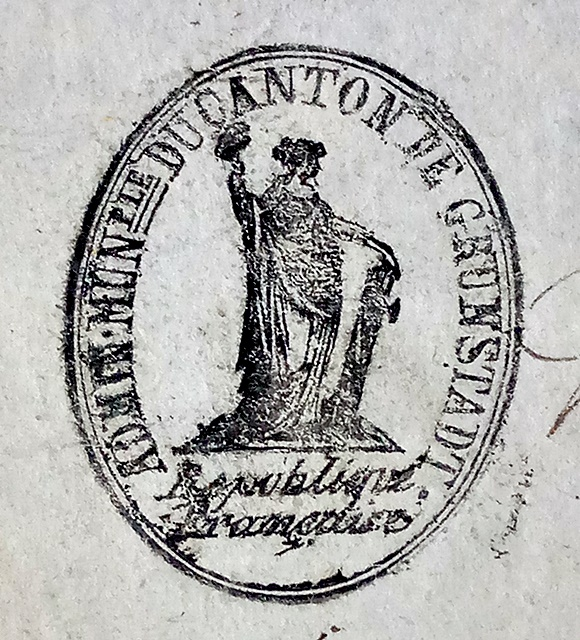
Republikanischer Stempelabdruck Kanton Grünstadt, 1804 (Museum Grünstadt)

Vor der Annexion des Linken Rheinufers in den französischen Revolutionskriegen (1794) gehörten die Ortschaften im 1798 eingerichteten Verwaltungsbezirk des Kantons Grünstadt überwiegend zur Grafschaft Leiningen-Grünstadt, die auf zwei Leininger Linien aufgeteilt war. Daneben hatten zuvor die Kurpfalz und das Hochstift Worms kleinere Teile des Kantons im Besitz.
Von der französischen Direktorialregierung wurde 1798 die Verwaltung des Linken Rheinufers nach französischem Vorbild reorganisiert und damit u. a. eine Einteilung in Kantone übernommen. Die Kantone waren zugleich Friedensgerichtsbezirke. Der Kanton Grünstadt gehörte zum Arrondissement Speyer im Departement Donnersberg. Der Kanton gliederte sich in 29 Gemeinden, die von 23 Mairies verwaltet wurden.
Nachdem im Januar 1814 die Alliierten das Linke Rheinufer wieder in Besitz gebracht hatten, wurde im Februar 1814 das Departement Donnersberg und damit auch der Kanton Grünstadt Teil des provisorischen Generalgouvernements Mittelrhein. Nach dem Pariser Frieden vom Mai 1814 wurde dieses Generalgouvernement im Juni 1814 aufgeteilt, das Departement Donnersberg wurde der neu gebildeten Gemeinschaftlichen Landes-Administrations-Kommission zugeordnet, die unter der Verwaltung von Österreich und Bayern stand.
Bis 1815 fungierte der lutherische Pfarrer Samuel Köster – ehemaliger Abgeordneter im Rheinisch-Deutschen Nationalkonvent der Mainzer Republik – als Friedensrichter des Kantons.

## Bayerischer Kanton Grünstadt
Aufgrund der auf dem Wiener Kongress getroffenen Vereinbarungen kam das Gebiet im Juni 1815 zu Österreich. Die gemeinschaftliche österreichisch-bayerische Verwaltung wurde vorerst beibehalten. Am 14. April 1816 wurde zwischen Österreich und Bayern ein Staatsvertrag geschlossen, in dem ein Austausch verschiedener Staatsgebiete vereinbart wurde. Hierbei wurden die linksrheinischen österreichischen Gebiete zum 1. Mai 1816 an das Königreich Bayern abgetreten.
Der bayerische Kanton Grünstadt gehörte im neu geschaffenen Rheinkreis zunächst zur Kreisdirektion Frankenthal. In dieser Zeit wurde die Gemeinde Bobenheim am Berg aus dem Kanton Grünstadt aus- und in den Kanton Dürkheim eingegliedert. Nach der Untergliederung des Rheinkreises in Landkommissariate (1818) gehörte der Kanton Grünstadt zum Landkommissariat Frankenthal.
Zum bayerischen Kanton Grünstadt gehörten nach 1817 insgesamt 28 Gemeinden:
| - Albsheim - Altleiningen - Asselheim - Battenberg - Bissersheim - Carlsberg - Colgenstein-Heidesheim - Dirmstein - Ebertsheim - Großbockenheim | - Großkarlbach - Grünstadt - Hertlingshausen - Hettenleidelheim - Kindenheim - Kirchheim - Kleinbockenheim - Kleinkarlbach - Laumersheim - Mertesheim | - Mühlheim - Neuleiningen - Obersülzen - Obrigheim - Quirnheim - Sausenheim - Tiefenthal - Wattenheim |

In einer 1836 erstellten Statistik wurden im Kanton Grünstadt 23.367 Einwohner gezählt, davon waren 7.332 Katholiken, 13.871 Protestanten, 397 Mennoniten und 1.767 Juden.
Im Jahr 1852 wurde der Kanton Grünstadt, so wie alle Kantone in der Pfalz, in eine Distriktsgemeinde umgewandelt.